# 18-й гвардейский танковый полк 1-й гвардейской механизированной бригады
18-й гвардейский танковый ордена Александра Невского полк (сокр. 18 гв. тп) — формирование (воинская часть, гвардейский танковый полк) танковых войск Рабоче-Крестьянской Красной Армии в Великой Отечественной войне.
Период вхождения в действующую армию:
- с 13 ноября 1942 года по 15 ноября 1943 года;
- с 4 января 1945 года по 9 мая 1945 года[1]

## История
С учётом опыта предыдущих боёв и сражений (битв) при формировании новых гвардейских механизированных корпусов сформировывались и гвардейские танковые полки. Новые гвардейские танковые полки (и не гвардейские то же), как вошедшие в состав механизированных бригад, так и отдельные, не имели батальонного звена, оно было исключено для быстроты управления.
В соответствии с приказом НКО СССР № 00220, от 22 октября 1942 года, «О сформировании механизированных корпусов» начальнику ГАБТУ Красной Армии предписывалось сформировать танковые полки, в том числе и 18 гв. тп и закончить к 5 ноября. Сформирование происходило в Приволжском военном округе (ПриВО) в районе городов Аткарск — Татищево, с 1 октября по 26 октября 1942 года, на основе 436-го и 437-го (отдельных танковых батальонов) 27-й танковой бригады. 10 ноября 1942 года 18-й гвардейский танковый полк как и 1-й гвардейский механизированный корпус был полностью сформирован, укомплектован, слажен и готов к выполнению поставленных боевых задач и в этот же день был получен приказ о движении корпуса в полном составе в район Урюпино, Блиновский, Большой. Частично эшелонами, частично своим ходом корпус 16 декабря прибыл к месту назначения и влился в состав 3-й гвардейской армии генерал-лейтенанта Д. Д. Лелюшенко. Вёл ожесточённые бои в районе реки Северский Донец, немного южнее Ворошиловграда. 8 марта 1943 года по приказу командующего Юго-Западным фронтом генерал-полковника Н. Ф. Ватутина 18-й гвардейский танковый полк в составе мехкорпуса передал свою полосу обороны нашим стрелковым частям и поступил в резерв фронта на доукомплектование и пополнение. 13 марта 1943 года части корпуса сосредоточились в районе Куземовка, Нижняя Дуванка, Нагульновка, Преображенское, Сватово-Преображенское.
В период 1944—1945 годов для обозначения танков 18-го гвардейского танкового полка использовалась трёхзначная система обозначения тактических номеров (арабскими цифрами) 1-я цифра соответствовала номеру бригады, а 2-я и 3-я номеру танка (от 1 до 65) в гвардейской механизированной бригаде. Соответственно номера от 101 до 165 могли принадлежать 18 гв. тп 1-й гвардейской механизированной бригады.

На следующий день полк занял Николаевку и наступал дальше на Очеретоватый. Используя прилегающие высоты, гитлеровцы превратили Очеретоватый в мощный узел сопротивления. И все-таки после ожесточённого боя 18-й гвардейский танковый полк выбил оттуда немцев. Успеху, как оказалось, во многом способствовал (гвардии) сержант Блинов. Он бежал из фашистского плена и партизанил в этих местах. На танке командира первой танковой роты Гордеева он вывел полк на самое безопасное направление, нарисовав схему обороны противника.

Несмотря на эту помощь, бой был тяжким. Полк понёс значительные потери: были выведены из строя четыре танка, погибли командир взвода (гвардии) лейтенант Блахоткин, командир танка (гвардии) лейтенант Майоров и другие храбрые, заслуженные офицеры. Но как важно было для нашего дальнейшего продвижения вперед взятие Очеретоватого!

Я послал И. У. Лещенко телефонограмму следующего содержания: «Сегодня 18-й гвардейский танковый полк под командованием гвардии подполковника Лещенко героическими действиями прорвал сильно укреплённую оборону противника и открыл путь для продвижения на запад. Объявляю благодарность личному составу полка, представляю командира полка к награждению орденом Красного Знамени. Частям корпуса брать пример с 18-го гвардейского танкового полка! Командир 1-го гвардейского механизированного корпуса генерал-лейтенант Руссиянов».— И. Н. Руссиянов
В июне 1945 года 1-я гвардейская механизированная бригада 1-го гвардейского механизированного корпуса вошла в состав Южной группы войск. В августе 1945 года корпус был выведен на территорию СССР и преобразован в 1-ю гвардейскую механизированную дивизию (в/ч 35695). 1-я гвардейская механизированная бригада была преобразована в 1-й гвардейский механизированный полк (в/ч 31690) в составе этой дивизии, а 18-й гвардейский танковый полк был свёрнут в 18-й гвардейский танковый батальон. Расформирован в 1992 году вместе с полком.

## Состав

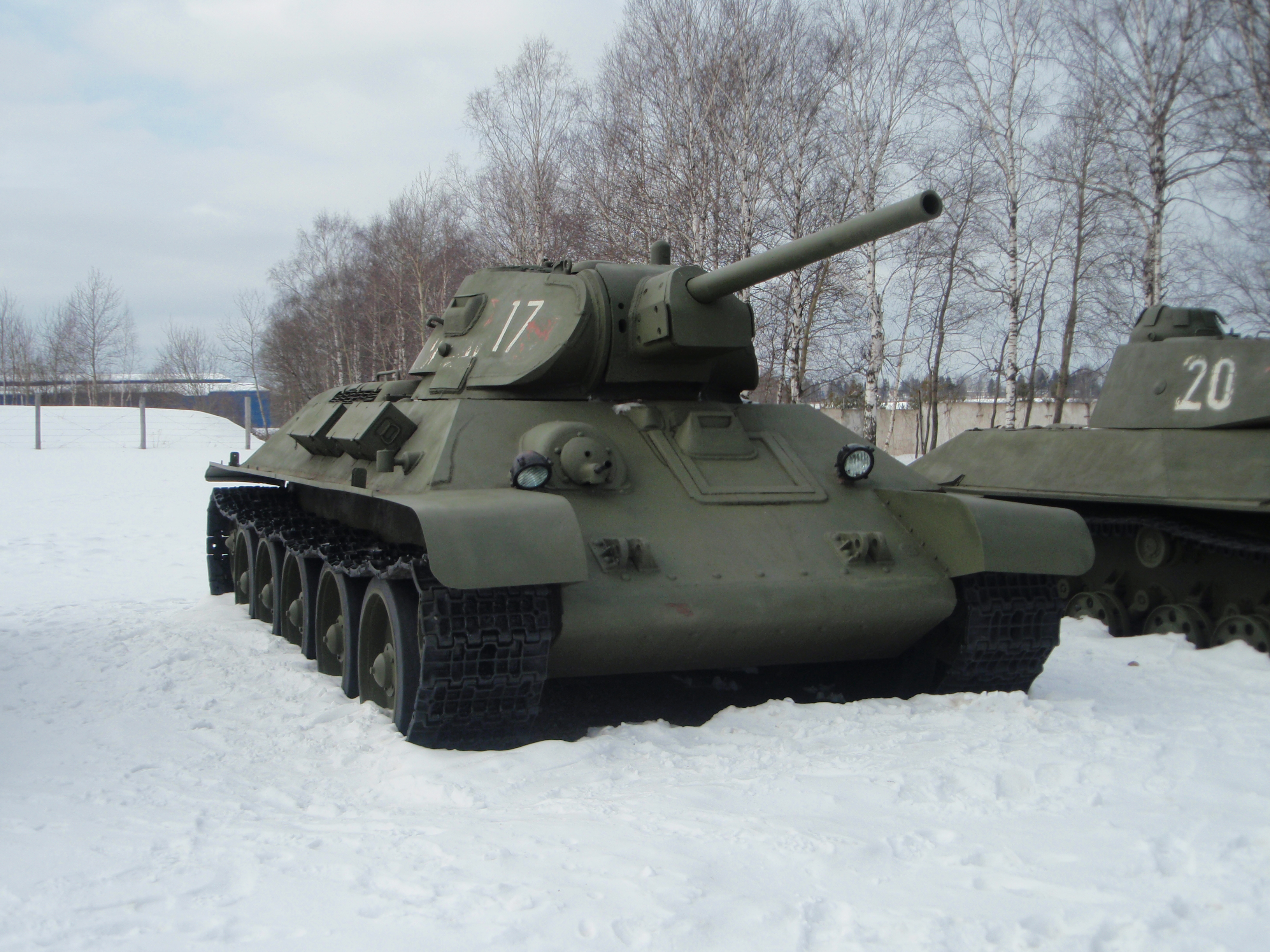
Т-34 1941 года выпуска в Бронетанковом музее в Кубинке.

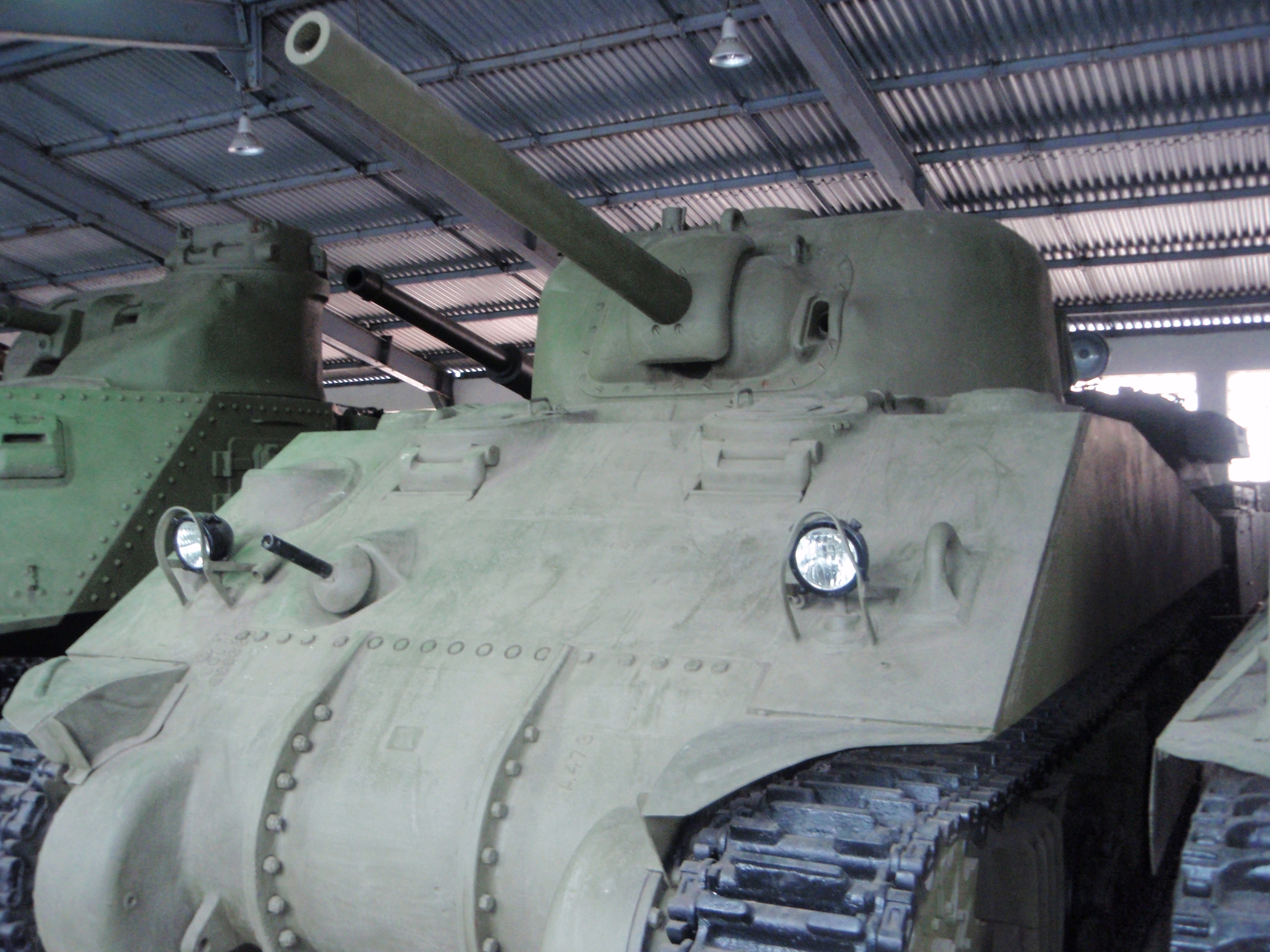
Средний танк M4A4 в бронетанковом музее, Кубинка.

В 18 гв. тп батальонное звено отсутствует, присутствуют следующие подразделения, на октябрь 1942 года:
- штаб (один средний танк Т-34 или M4A2);
- отдельный разведывательный взвод;
- стрелковый взвод (автоматчиков);
- хозяйственный взвод;
- 1-я танковая рота (11 средних танков Т-34 или M4A2);
- 2-я танковая рота (11 средних танков Т-34 или M4A2);
- 3-я танковая рота (16 лёгких танков Т-70);
- рота технического обслуживания;
- 1545-я полевая почтовая станция (1545 ППС), до этого была при 27-й танковой бригаде[7];

Итого, по штату (штатному расписанию):
- личного состава 357 человек[2];
- танков 39;
- автомобилей:
  - легковых;
  - грузовых;
- мотоциклов;

В январе 1943 года, в связи мобилизационными возможностями страны и улучшением работы оборонного производства, в целях усиления ударной силы гв. тп гв. мбр и соответственно гв. мк в штаты гв. тп была введена ещё одна рота средних танков. Общее количество танков в полку осталось прежним — 39 единиц. Однако средних танков стало 32, вместо ранее имевшихся 23, а количество лёгких уменьшилось на 9 машин.
Позднее так же совершенствовалась организационно-штатная структура гв. тп. Так, в феврале 1944 года, гв. тп снова перевели на новый штат, теперь в нём имелось три танковых роты, укомплектованных только средними танками. В результате в полку стало 35 танков Т-34-85 (M4A2), а лёгкие танки Т-70 из состава гв. тп были исключены, личного состава стало: 386 человек (по штату). Эта структура оставалась низменной до конца войны.

## В составе
| В составе      | В составе                 | В составе             | В составе                               | В составе                                | В составе                           |
| Дата           | Фронт (военный округ)     | Армия                 | Корпус                                  | Бригада                                  | Примечания                          |
| -------------- | ------------------------- | --------------------- | --------------------------------------- | ---------------------------------------- | ----------------------------------- |
| 1.11.1942 года | Приволжский военный округ | -                     | 1-й гвардейский механизированный корпус | 1-я гвардейская механизированная бригада | -                                   |
| 1.12.1942 года | Юго-Западный фронт        | 1-я гвардейская армия | 1-й гвардейский механизированный корпус | 1-я гвардейская механизированная бригада | -                                   |
| 1.01.1943 года | Юго-Западный фронт        | 3-я гвардейская армия | 1-й гвардейский механизированный корпус | 1-я гвардейская механизированная бригада | -                                   |
| 1.02.1943 года | Юго-Западный фронт        | 3-я гвардейская армия | 1-й гвардейский механизированный корпус | 1-я гвардейская механизированная бригада | -                                   |
| 1.03.1943 года | Юго-Западный фронт        | 1-я гвардейская армия | 1-й гвардейский механизированный корпус | 1-я гвардейская механизированная бригада | -                                   |
| 1.04.1943 года | Юго-Западный фронт        | -                     | 1-й гвардейский механизированный корпус | 1-я гвардейская механизированная бригада | -                                   |
| 1.05.1943 года | Юго-Западный фронт        | -                     | 1-й гвардейский механизированный корпус | 1-я гвардейская механизированная бригада | -                                   |
| 1.06.1943 года | Юго-Западный фронт        | -                     | 1-й гвардейский механизированный корпус | 1-я гвардейская механизированная бригада | -                                   |
| 1.07.1943 года | Юго-Западный фронт        | -                     | 1-й гвардейский механизированный корпус | 1-я гвардейская механизированная бригада | -                                   |
| 1.08.1943 года | Юго-Западный фронт        | -                     | 1-й гвардейский механизированный корпус | 1-я гвардейская механизированная бригада | -                                   |
| 1.09.1943 года | Юго-Западный фронт        | -                     | 1-й гвардейский механизированный корпус | 1-я гвардейская механизированная бригада | -                                   |
| 1.10.1943 года | Юго-Западный фронт        | -                     | 1-й гвардейский механизированный корпус | 1-я гвардейская механизированная бригада | -                                   |
| 1.11.1943 года | 2-й Украинский фронт      | -                     | 1-й гвардейский механизированный корпус | 1-я гвардейская механизированная бригада | -                                   |
| 1.12.1943 года | Резерв ставки ВГК         | -                     | 1-й гвардейский механизированный корпус | 1-я гвардейская механизированная бригада | Харьковские танковые военные лагеря |
| 1.01.1944 года | Резерв ставки ВГК         | -                     | 1-й гвардейский механизированный корпус | 1-я гвардейская механизированная бригада | -                                   |
| 1.02.1944 года | Резерв ставки ВГК         | -                     | 1-й гвардейский механизированный корпус | 1-я гвардейская механизированная бригада | -                                   |
| 1.03.1944 года | Резерв ставки ВГК         | -                     | 1-й гвардейский механизированный корпус | 1-я гвардейская механизированная бригада | -                                   |
| 1.04.1944 года | Резерв ставки ВГК         | -                     | 1-й гвардейский механизированный корпус | 1-я гвардейская механизированная бригада | -                                   |
| 1.05.1944 года | Харьковский военный округ | -                     | 1-й гвардейский механизированный корпус | 1-я гвардейская механизированная бригада | -                                   |
| 1.06.1944 года | Резерв ставки ВГК         | -                     | 1-й гвардейский механизированный корпус | 1-я гвардейская механизированная бригада | -                                   |
| 1.07.1944 года | Харьковский военный округ | -                     | 1-й гвардейский механизированный корпус | 1-я гвардейская механизированная бригада | -                                   |
| 1.08.1944 года | Харьковский военный округ | -                     | 1-й гвардейский механизированный корпус | 1-я гвардейская механизированная бригада | -                                   |
| 1.09.1944 года | Харьковский военный округ | -                     | 1-й гвардейский механизированный корпус | 1-я гвардейская механизированная бригада | -                                   |
| 1.10.1944 года | Харьковский военный округ | -                     | 1-й гвардейский механизированный корпус | 1-я гвардейская механизированная бригада | -                                   |
| 1.11.1944 года | Харьковский военный округ | -                     | 1-й гвардейский механизированный корпус | 1-я гвардейская механизированная бригада | -                                   |
| 1.12.1944 года | Харьковский военный округ | -                     | 1-й гвардейский механизированный корпус | 1-я гвардейская механизированная бригада | -                                   |
| 1.01.1945 года | 3-й Украинский фронт      | -                     | 1-й гвардейский механизированный корпус | 1-я гвардейская механизированная бригада | -                                   |
| 1.02.1945 года | 3-й Украинский фронт      | -                     | 1-й гвардейский механизированный корпус | 1-я гвардейская механизированная бригада | -                                   |
| 1.03.1945 года | 3-й Украинский фронт      | -                     | 1-й гвардейский механизированный корпус | 1-я гвардейская механизированная бригада | -                                   |
| 1.04.1945 года | 3-й Украинский фронт      | -                     | 1-й гвардейский механизированный корпус | 1-я гвардейская механизированная бригада | -                                   |
| 1.05.1945 года | 3-й Украинский фронт      | -                     | 1-й гвардейский механизированный корпус | 1-я гвардейская механизированная бригада | -                                   |

## Отличившиеся воины
| Награда | Ф. И.О                   | Должность            | Звание  | Дата награждения | Примечания |
| ------- | ------------------------ | -------------------- | ------- | ---------------- | ---------- |
|         | Воронин Павел Мартынович | командир танка M4-A2 | гвардии | 29.06.1945       |            |

## Танкисты-асы
| Ф. И.О                   | Должность      | Звание           | Победы | Типы танков | Обстоятельства подвигов |
| ------------------------ | -------------- | ---------------- | ------ | ----------- | --- |
| Воронин Павел Мартынович | командир танка | гвардии старшина | 10     | Т-34, М4-А2 | в боях под Будапештом в январе и Веной в апреле 1945 года, также уничтожил 8 пушек, 2 бронетранспортёра, 6 автомашин и свыше 400 солдат и офицеров противника |

## Награды и почётные наименования
| Награда (наименование)        | Дата награждения                                                                    | За что получена |
| ----------------------------- | ----------------------------------------------------------------------------------- | --- |
| Почётное звание «Гвардейский» | присвоено приказом Народного комиссара обороны СССР № 00220 от 22 октября 1942 года | присвоено при сформировании полка |
| Орден Александра Невского     | награждён указом Президиума Верховного Совета СССР от 26 апреля 1945 года           | за образцовое выполнение заданий командования в боях с немецкими захватчиками при овладении городом Шопрон и проявленные при этом доблесть и мужество |

## Командование полка

### Командиры полка
- Лучников, Пётр Фёдорович[11] (26.10.1942 — 30.01.1943), гвардии майор, с 11.01.1943 гвардии подполковник (30.01.1943 погиб в бою)[12][5];
- Шевлягин, Александр Васильевич (28.03.1943 — 25.08.1943), гвардии полковник (25.08.1943 погиб в бою)[13];
- Лещенко, Иван Ульянович (на 04.1945) гвардии подполковник[5];

### Заместители командира полка по строевой части
- Рафиков Якуб Билялович[14] (25.06.1944 — 12.1944), гвардии полковник;
- Самородов Александр Александрович (по 01.02.1945), гвардии майор (01.02.1945 погиб в бою)[13]

### Начальники штаба
- Шоколович Андрей Константинович (06.07.1943 — 30.11.1944), гвардии майор, с 3.03.1944 гвардии подполковник;
- Боровский Арафий Михайлович (на 04.1945), гвардии капитан

## Память
И есть на земле ещё один скромный обелиск. Хочется верить, что и он сохранился, что и у его подножия в дни, когда мир празднует победу над фашизмом, тоже лежат цветы. В мае сорок пятого этот обелиск был установлен очень далеко и от Минска и от Ельни — западнее Вены, на обочине узкой дороги в предгорьях Австрийских Альп. На нём — высеченная руками солдата-умельца пятиконечная звезда, силуэт танка и памятный текст: «Здесь 28 апреля 1945 года закончила свой боевой путь в Великой Отечественной войне гвардейская механизированная Венская Краснознаменная ордена Суворова бригада. Здесь 28 апреля 1945 года закончил свой боевой путь в Великой Отечественной войне гвардейский танковый ордена Александра Невского полк». Тогда не положено было указывать номера бригады и полка. Теперь они открыты потомкам и благодарной памяти человечества. Это 1-я гвардейская мехбригада 1-го гвардейского орденов Ленина и Кутузова Венского механизированного корпуса и входивший в штат бригады 18-й гвардейский танковый полк.— Память бессмертна.